# L.A. Friday
L.A. Friday (Live 1975) es un álbum en vivo de The Rolling Stones, lanzado en 2012, grabado en The Forum de Los Ángeles, California. Se lanzó exclusivamente en formato de descarga digital a través de Google Music el 2 de abril de 2012. El concierto fue un domingo, pero fue enmascarado por los coleccionistas de bootlegs como si el show se hubiera llevado a cabo un viernes.
L.A Friday es la tercera entrega de los Stones Archives y el segundo de 2012, grabado el 13 de julio de 1975 en el show que se llevó a cabo en el Forum de Los Ángeles. Este fue uno de los shows de la primera gira que hizo Ron Wood (en reemplazo de Mick Taylor), Billy Preston en los teclados, Ollie E. Brown en la percusión y Trevor Lawrence en el saxofón.

## Lista de canciones
Todas las canciones escritas y compuestas por Mick Jagger, Keith Richards, excepto donde lo indica. 
| N.º     | Título                                                       | Duración |  |
| 1.      | «Honky Tonk Women»                                           | 5:29     |  |
| 2.      | «All Down the Line»                                          | 4:05     |  |
| 3.      | «If You Can't Rock Me»                                       | 3:24     |  |
| 4.      | «Get Off of My Cloud»                                        | 4:02     |  |
| 5.      | «Star Star»                                                  | 4:45     |  |
| 6.      | «Gimme Shelter»                                              | 6:12     |  |
| 7.      | «Ain't Too Proud to Beg» (Norman Whitfield, Eddie Holland)   | 4:25     |  |
| 8.      | «You Gotta Move» (Fred McDowell, Gary Davis)                 | 4:32     |  |
| 9.      | «You Can't Always Get What You Want»                         | 15:23    |  |
| 10.     | «Happy»                                                      | 3:59     |  |
| 11.     | «Tumbling Dice»                                              | 5:23     |  |
| 12.     | «Band Intros»                                                | 1:20     |  |
| 13.     | «It's Only Rock 'n' Roll (But I Like It)»                    | 6:04     |  |
| 14.     | «Doo Doo Doo Doo Doo (Heartbreaker)»                         | 5:02     |  |
| 15.     | «Fingerprint File»                                           | 9:23     |  |
| 16.     | «Angie»                                                      | 5:18     |  |
| 17.     | «Wild Horses»                                                | 7:25     |  |
| 18.     | «That's Life (Con Billy Preston)» (Billy Preston)            | 3:17     |  |
| 19.     | «Outa-Space (Con Billy Preston)» (Billy Preston, Joe Greene) | 4:04     |  |
| 20.     | «Brown Sugar»                                                | 4:15     |  |
| 21.     | «Midnight Rambler»                                           | 15:15    |  |
| 22.     | «Rip This Joint»                                             | 2:06     |  |
| 23.     | «Street Fighting Man»                                        | 4:05     |  |
| 24.     | «Jumpin' Jack Flash»                                         | 6:57     |  |
| 25.     | «Sympathy for the Devil»                                     | 10:21    |  |
| 2:26:31 |                                                              |          |  |

## Créditos

### The Rolling Stones
- Mick Jagger: voz, armónica; guitarra eléctrica en «Fingerprint File».
- Keith Richards: guitarra eléctrica, coros; voz en «Happy».
- Charlie Watts: batería; percusión en «That's Life» y «Outa-Space».
- Ron Wood: guitarra eléctrica, coros; bajo en «Fingerprint File».
- Bill Wyman: bajo; sintetizador en «Fingerprint File».

### Músicos adicionales
- Ian “Stu” Stewart: teclados.
- Billy Preston: teclados.
- Ollie E. Brown: percusión.
- Trevor Lawrence: saxofón.